# Åldrande befolkning

Modell som visar hur befolkningspyramider ser ut i de olika ålderstransitions-faserna. I de två första stegen så ökar befolkningen, i den tredje är befolkningen konstant och i den fjärde fasen minskar befolkningen.

Åldrande befolkning eller ålderstransition är den förändring i proportionerna mellan olika åldersgrupper i ett land som sker som en följd av demografisk transition, det vill säga en förskjutning i proportionerna mellan födelsetal och dödstal. I grunden är ålderstransitionen en följd av den ekonomiska utvecklingen. Ålderstransitionen kan delas in i olika faser, som förefaller följa på varandra i ett tydligt mönster så länge inte befolkningsmönstren störs av krig, epidemier eller naturkatastrofer.
De fattigaste delarna av Afrika befinner sig i föryngringsfasen, då antalet barn ökar snabbt. Detta gäller särskilt mycket små barn. Om de stora barnkullarna uppnår fertil ålder, uppstår familjefasen. I denna fas växer befolkningen snabbt. Detta är den av ålderstransitionens faser som störst andel av världens befolkning befinner sig i; hit hör Centralamerika, delar av Afrika och delar av Asien. Den tredje fasen är moderniseringsfasen, då andelen medelålders i befolkningen ökar. I detta skede brukar även födelsetalen minska. I regel är den ekonomiska tillväxten under moderniseringsfasen hög, och samhället förändras fort. Kina befinner sig nu i denna fas; västvärlden befann sig i denna fas under 1900-talets första halva.
Under den påföljande medelåldersfasen  sker expansionen främst bland de som befinner sig i den yngre medelåldern. I denna fas befinner sig Australien, Nordamerika, Öst- och Västeuropa medan  Nord- och Sydeuropa har hunnit in i mognadsfasen då antalet äldre medelålders och yngre pensionärer ökar. Om de stora barnkullarna når ålderdomen och de allra äldsta åldersgrupperna är de som ökar mest medan den arbetsföra befolkningen är konstant eller till och med minskar, går landet in i åldrandefasen. Inget land i världen har ännu uppnått denna fas.